# LetsHugo
LetsHugo (* 22. April 2003 in Luxemburg;  bürgerlich Hugo Goedert), auch LetsHugoTV, ist ein luxemburgischer Streamer und Webvideoproduzent.

## Werdegang
Hugo Goedert wuchs in Luxemburg auf. Schon im jungen Alter entwickelte er eine Leidenschaft für Videospiele und veröffentlichte mit elf Jahren erste Videos auf YouTube. Mit 13 Jahren begann er mit dem Livestreaming von Computerspielen auf YouTube, später wechselte er zu Twitch. Aus gesundheitlichen Gründen musste er die Schule nach der 9. Klasse abbrechen und konzentrierte sich fortan ganz aufs Streaming. Zunächst zeigte er in seinen Streams nur seine Hände und die Tastatur, ohne sein Gesicht zu präsentieren. Im Jahr 2022 entschloss er sich erstmals, sein Gesicht zu zeigen.
Bekanntheit erlangte LetsHugo unter anderem durch seinen Sieg in der zweiten Staffel des Minecraft-Projekts „SURO“ (kurz für Survival Roleplay), das von YouTuber Simon Unge  ins Leben gerufen wurde. Im Jahr 2023 nahm er an der „No Food Challenge“ des Streamers Trymacs teil, bei der die Teilnehmer eine Woche lang auf Nahrung verzichteten. Zudem war er 78 Tage am Stück durchgehend live.
Bei der sogenannten Edeltour 2, einem live übertragenen Skandinavien-Ausflug der Streamer Papaplatte und Reeze, war LetsHugo als Gast dabei. Im April 2023 nahm er am Völkerball-Event Red Bull Gameball Royale teil, schied jedoch aufgrund eines Schlüsselbeinbruchs frühzeitig aus. Beim Battle of the Socials, einem von Jens Knossalla und Elias Nerlich organisierten Streamer-Fußballturnier im Juli 2023, war LetsHugo laut Spiegel-Autor „einer der Publikumslieblinge“. Im August musste er aus Sicherheitsgründen die Gamescom verlassen, weil es zu einem großen Fanandrang auf ihn gekommen war. Im Oktober 2023 war er Teilnehmer bei dem von Joyn produzierten Leichtathletik-Event Bundesstreamerspiele und fungierte neben Trymacs, Sidney Friede und Dilara als einer von vier Mannschaftskapitänen. Nebst weiteren Streamingkollaborationen trat er auch bei den Funk-Formaten World Wide Wohnzimmer und dem Videopodcast Henke's Corner in Erscheinung.
Mittlerweile ist LetsHugo mit über 1.100.000 Followern die Nummer 20 der meistgefolgten deutschsprachigen Twitch-Kanäle (22. März 2025). Ein Großteil seines produzierten Contents besteht aus dem Spielen von Computerspielen wie Minecraft oder Fortnite sowie aus Streams in der Kategorie Just Chatting, darunter Reactions oder IRL-Streams.
2024 nahm LetsHugo an der vierten Staffel der Survival-Reality-Show 7 vs. Wild teil, wo er in der neunten Folge aus gesundheitlichen Gründen aufgeben musste. Im Januar 2025 gab er bekannt, sich auf Grund eines Burn-outs eine Auszeit als Streamer zu nehmen.
Goedert lebt auf Madeira.

## Auszeichnungen
StreamAwards
2022:
- Auszeichnung in der Kategorie Bestes Streamer-Tiktok für „Sturdy“
- Auszeichnung in der Kategorie WTF passiert hier? für „Hund rammelt Hugo im Schlaf“

2023:
- Auszeichnung in der Kategorie Bester Gaming Moment für „Explosiver Hinterhalt“
- Auszeichnung in der Kategorie Most Wholesome Moment für „Emotionales Sellout Ende“
- Auszeichnung in der Kategorie Outfit des Abends (Männer)
- Auszeichnung in der Kategorie Höchster Followerzuwachs

2024:
- Auszeichnung in der Kategorie Outfit des Abends (Männer)